# ソルネチヌイ (サハ共和国)
ソルネチヌイ (ロシア語: Солнечный、サハ語: Солнечнай)は、ロシア連邦サハ共和国ウスチ＝マヤ地区にある都市型集落。人口は808人（2017年）。

## 歴史
1964年設立。1972年から都市型集落となる。 1972年から1992年までウスチ＝マヤ地区の行政中心地だった。